# اوفیتی
اوفیتی، اوفیتس ( یونانی Ὀφιανοί، از ὄφις یا اوفیس به معنای "مار")یک فرقه عرفانی مسیحی بودند که هیپولیتوس  (170–235) در یک اثر گمشده به نام ترتیب (Syntagma) آن ها را معرفی کرده است.
احتمالاً تمام روایات بعدی که به این گروه اشاره می کند بر اساس همین اثر از هیپولیتوس بوده است نظیر اشاراتی که در متون منتسب به ترتولیان، فیلاستریوس و اپیفانیوس سلمیس شده است. نیز احتمالاً اصلاً گروهی به این نام وجود نداشته و هیپولیتوس نم اوفیتی را برای شان برگزیده است چون این گروه در توجیه شکل گیری شان به مار داستان آدم و حوا یا مار داستان موسی اشاره می کردند 
به غیر از منابعی که مستقیماً به هیپولیتوس استناد می کنند و در بالا ذکر شد، اریجن و کلمنت اسکندرانی نیز از این گروه یاد کرده اند. ایرنایوس در اثر خود به نام رد بدعت ها (Adversus Haereses 01:30) به آن ها اشاره می کند.